# Lisa McPherson
Lisa McPherson (10 de febrero de 1959-Clearwater, Florida; 5 de diciembre de 1995) fue una ciencióloga muerta por tromboembolismo pulmonar mientras estaba bajo el cuidado de Flag Service Organization, una organización incluida en la estructura de la Iglesia de la Cienciología. Según un primer informe del médico forense, Lisa estaba muy delgada, severamente deshidratada y tenía contusiones y picaduras de insectos. La Iglesia de la Cienciología fue acusada formalmente de dos delitos graves: "abuso y/o negligencia hacia un adulto con discapacidad" y "practicar la medicina sin licencia".
Las acusaciones contra la Iglesia de la Cienciología se retiraron cuando un forense del Estado cambió la causa de la muerte de "indeterminada" a "accidente" el 13 de junio de 2000. La familia de McPherson interpuso una demanda civil contra la Iglesia el 28 de mayo de 2004.

## Contexto

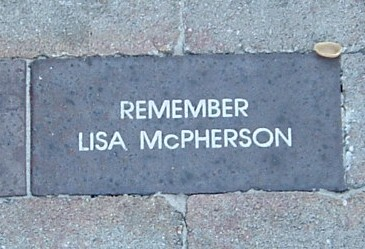
Memorial en ladrillo.

En 1994, Lisa McPherson, seguidora de la Cienciología desde la edad de 18 años, se mudó de Dallas, Texas, a Clearwater, Florida, con su compañía AMC Publishing, que era propiedad en ese tiempo de Benetta Slaughter, operada y empleada principalmente por los cienciólogos. En junio de 1995, la Iglesia, tras percibir cierta inestabilidad mental en Lisa, la sometió a un "recorrido de introspección". Lisa completó el procedimiento y la Iglesia afirmó que se encontraba en un estado "clear" (un estado de conciencia de la Cienciología en el que se afirma que la persona está libre de males externos) en septiembre.
El 18 de noviembre Lisa se vio involucrada en un accidente automovilístico de escasa importancia. Al principio los paramédicos no la atendieron porque no presentaba heridas. Pero después empezó a quitarse la ropa, por lo que decidieron llevarla al hospital, donde admitió que había hecho esto para obtener atención médica. El personal del hospital declaró que estaba ilesa, pero la mantuvieron bajo observación durante la noche. Pero tras la intervención de los cienciólogos, McPherson se negó a recibir atención médica o psiquiátrica y salió tras una breve evaluación.
El juez Frank Quesada declaró:

Lisa McPherson se negó a la atención psiquiátrica y a la revisión médica. Expresó su deseo de recibir, por el contrario, atención religiosa por parte de su congregación.

Según las declaraciones de la Iglesia de la Cienciología, McPherson fue trasladada a Flag Land Base para recibir "descanso y relajación", aunque varias declaraciones afirman que se la sometió a otro recorrido de introspección.
Mark McGarry, un abogado de la fiscalía de Florida declaró:

Lo que sé, por lo que mencionan muchos testigos, es que con el propósito de que ella permaneciera en la Iglesia, y corríjanme si me equivoco, dado que estaba experimentando problemas mentales, ustedes quisieron estabilizarla mediante el aislamiento.